# Раковник
Раковник (чеськ. Rakovník) — місто на заході Чехії, в Середньочеському краї. Муніципалітет з розширеними повноваженнями та адміністративний центр округу Раковник.
Населення — 15 652 особи (2021 рік).
Розташований за 50 км на захід від Праги, на висоті 350 м над рівнем моря. Залізничний вузол.

## Економіка
Основне підприємство міста — керамічний завод (виробництво плитки). Є пивне виробництво, міська пивоварня, заснована в 1454 і випускає пиво під маркою Bakalář, — одна з найстаріших в Чехії.

## Визначні пам'ятки
У місті збереглася старовинна готична брама (70-ті роки XV століття), костел, барочна будівля синагоги. Працює міський музей. Щорічно проводиться фестиваль вокальної музики Rakovnik of Urnan Brothers.
Поблизу Раковника — замок Кршивоклат (кінець XV століття).